# خیلبرتو پنایو
خیلبرتو پنایو (اسپانیایی: Gilberto Penayo‎; ۳ آوریل ۱۹۳۳ – ۲۷ اکتبر ۲۰۲۰) بازیکن فوتبال اهل پاراگوئه بود.
از باشگاه‌هایی که در آن بازی کرده‌است می‌توان به باشگاه فوتبال سول ده آمریکا اشاره کرد.
وی همچنین در تیم ملی فوتبال پاراگوئه بازی کرده‌است.